# Porphyrinia albipennis
Porphyrinia albipennis là một loài bướm đêm trong họ Noctuidae.